# Mecas linsleyi
Mecas linsleyi är en skalbaggsart som beskrevs av Knull 1975. Mecas linsleyi ingår i släktet Mecas och familjen långhorningar. Inga underarter finns listade i Catalogue of Life.